# Charterhouse (römische Stadt)

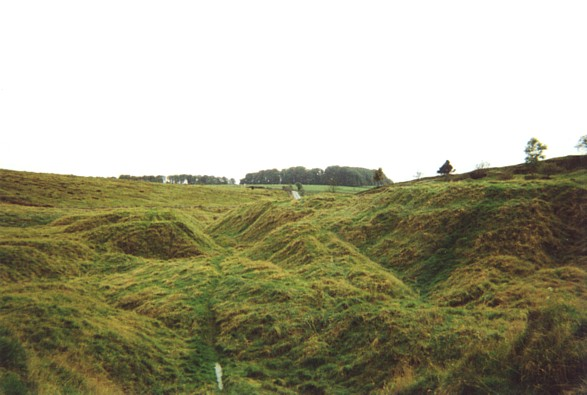
Reste des antiken Metallabbaus

Bei dem modernen Weiler Charterhouse-on-Mendip nordöstlich von Cheddar in Somerset befinden sich die Reste einer römischen Stadt der Provinz Britannia (Britannien), die im vierten Jahrhundert in der neu eingerichteten Provinz Britannia prima aufging. Der antike Name der Stadt ist unsicher, vorgeschlagen worden sind Vebriacum und Iscalis. Die Reste der Stadt erstrecken sich auf ein Gebiet von rund 500 × 300 Meter.
Der Ort ist bisher noch nicht weiter erforscht, doch deuten umfangreiche Erdwälle, die ein Gebiet von rund zwölf Hektar bedecken, auf eine umfangreiche Bebauung und Industrie. Die wirtschaftliche Bedeutung der Stadt geht auf die hier schon in vorgeschichtlicher Zeit ausgebeuteten Blei- und Silberminen zurück. Diese Metalle wurden in der Stadt verarbeitet.
Im Süden des Ortes gibt es die Reste einer Festungsanlage, die eventuell militärisch genutzt wurde, vielleicht aber auch ein geschützter Lagerplatz für das hier abgebaute Metall war. Im Osten befinden sich die Reste eines Amphitheaters, das eindrucksvoll die einstige Bedeutung des Ortes unterstreicht. Drei römische Inschriften stammen von dem Ort, darunter zwei Grabsteine und eine Bauinschrift mit einer Widmung an Kaiser Caracalla:
Für das Heil unseres Herrn, Imperator Caesar Marcus Aurelius Antoninus [Sohn des] göttlichen Lucius Septimius Severus Pius Pertinax Parthicus Adiabenicus […]